# Low Smoke Zero Halogen
Low smoke zero halogen (deutsch Raucharm und halogenfrei) oder auch low smoke free of halogen (LSZH oder LSOH oder LS0H oder LSFH oder OHLS oder ZHFR) ist eine Materialklassifizierung, die typischerweise für Kabelummantelungen in der Draht- und Kabelindustrie verwendet wird. LSZH-Kabelummantelungen bestehen aus thermoplastischen oder duroplastischen Verbindungen, die bei Kontakt mit hohen Wärmequellen wenig Rauch und kein Halogen abgeben.

## Weblink
- Videos, die die Entflammbarkeit von Kabeln, einschließlich LSZH-Kabeln, basierend auf der Mantelklassifizierung zeigen